# أندريا ساواتزكي
أندريا ساواتزكي (بالألمانية: Andrea Sawatzki)‏ هي كاتِبة وممثلة ألمانية، ولدت في 23 فبراير 1963 في ألمانيا.

## وصلات خارجية
- أندريا ساواتزكي على موقع IMDb (الإنجليزية)
- أندريا ساواتزكي على موقع ميتاكريتيك (الإنجليزية)
- أندريا ساواتزكي على موقع روتن توميتوز (الإنجليزية)
- أندريا ساواتزكي على موقع مونزينجر (الألمانية)
- أندريا ساواتزكي على موقع قاعدة بيانات الأفلام العربية
- أندريا ساواتزكي على موقع ألو سيني (الفرنسية)
- أندريا ساواتزكي على موقع ميوزك برينز (الإنجليزية)
- أندريا ساواتزكي على موقع تيرنر كلاسيك موفيز (الإنجليزية)
- أندريا ساواتزكي على موقع أول موفي (الإنجليزية)
- أندريا ساواتزكي على موقع قاعدة بيانات الأفلام السويدية (السويدية)